# روي فوكمان
روي فوكمان (بالعبرية: רועי פולקמן، من مواليد 5 أغسطس 1975) سياسي إسرائيلي ويعمل حاليا كعضو في الكنيست عن حزب كلونو.